# Olaszliszka, Borsod-Abaúj-Zemplén
Olaszliszka este un sat în districtul Sárospatak, județul Borsod-Abaúj-Zemplén, Ungaria, având o populație de 1.788 de locuitori (2011). 

## Demografie
Componența etnică a satului Olaszliszka
     Maghiari (82,38%)
     Romi (16,67%)
     Necunoscut (0,56%)
     Alții (0,39%)
Componența confesională a satului Olaszliszka
     Romano-catolici (31,21%)
     Reformați (26,96%)
     Greco-catolici (8,78%)
     Fără religie (6,38%)
     Necunoscută (26,29%)
     Alte religii (1,9%)
Conform recensământului din 2011, satul Olaszliszka avea 1.788 de locuitori. Din punct de vedere etnic, majoritatea locuitorilor (82,38%) erau maghiari, cu o minoritate de romi (16,67%). Apartenența etnică nu este cunoscută în cazul a 0,56% din locuitori. Nu există o religie majoritară, locuitorii fiind romano-catolici (31,21%), reformați (26,96%), greco-catolici (8,78%) și persoane fără religie (6,38%). Pentru 26,29% din locuitori nu este cunoscută apartenența confesională.